# B-2禿鷹轟炸機
B-2禿鷹（英語：Condor)是一款由柯蒂斯飛機與發動機公司於1920年代製造的轟炸機。 

## 發展

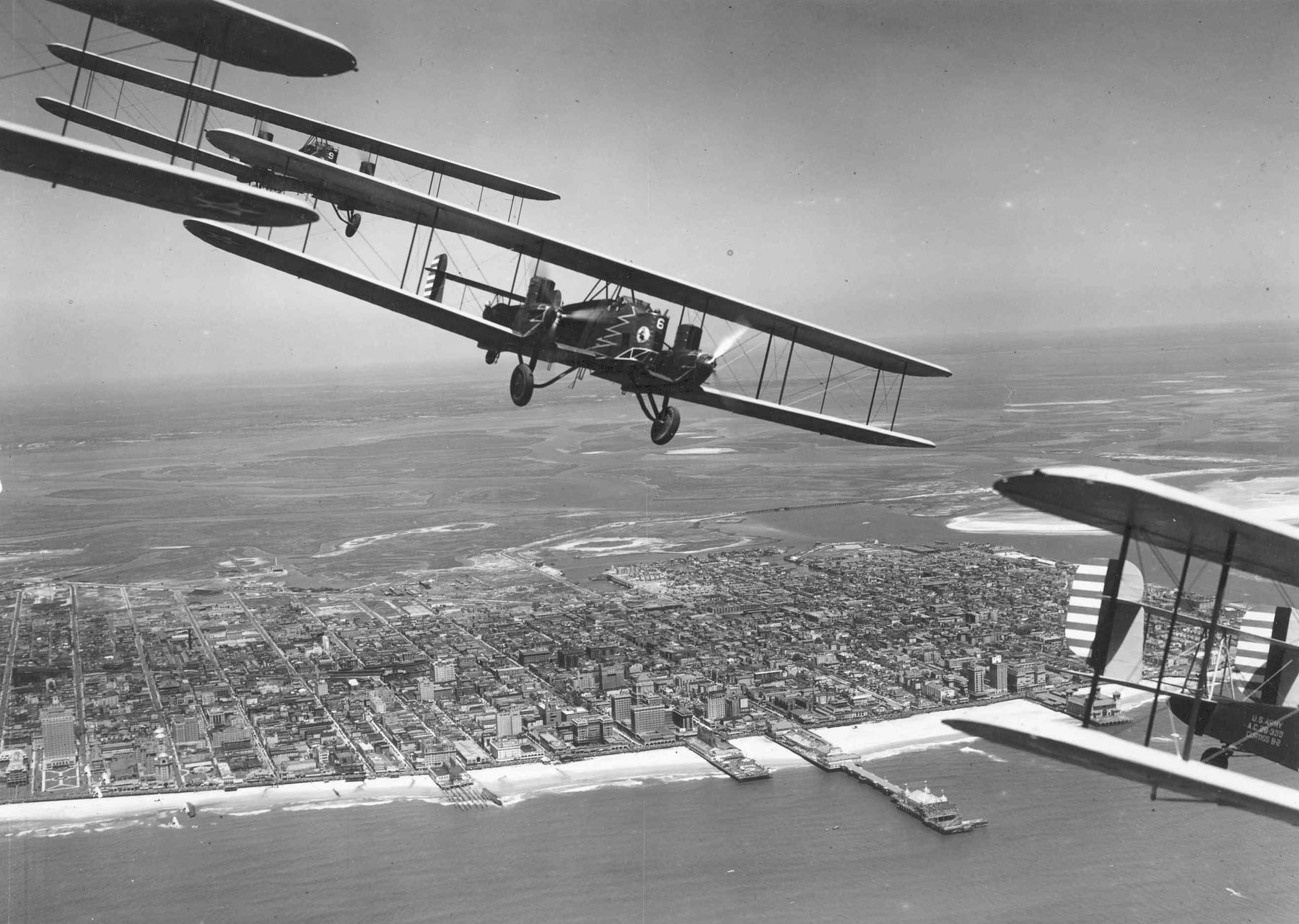
在紐澤西州大西洋城上空飛行的B-2禿鷹編隊。

B-2是一架大型雙翼轟炸機，該機的兩具發動機位於機身兩側的機翼之間的短艙內。並且B-2的雙尾翼上有一對控制舵，這種配置在當時已經過時了。 每個機艙的後部都有一個砲手位置。在以前的飛機中，後向砲手位於機身內，但他們的視野受到阻礙。與之競爭的Keystone XB-1也採用了類似的佈置（使用機艙安裝的火砲平台）。
XB-2與XB-1、西科斯基 S-37和福克F.VII競爭美國陸軍航空兵團的生產合約。其他三款飛機立即被排除在外，但負責簽訂合約的陸軍委員會更為傾向較小的Keystone XLB-6，該機的成本僅為B-2的三分之一。此外，因為較大的體積，B-2難以裝入現有機庫。然而，XB-2的卓越性能很快就引起了政策的變化，並於1928年訂購了12架。
1930年代後，B-2很快因為全金屬機身（B-10轟炸機）的出現而被淘汰，並於1934年退役。在B-2後，柯蒂斯不再建造轟炸機，轉而生產Hawk系列追擊機。

## 型號
Model 52B-2在柯蒂斯的內部稱號
XB-2原型機
B-2量產版本，共12架
B-2A重新命名並裝有雙控制器的B-2
Model 53 Condor 18B-2的民用版本，共6架

### 書目
- Bowers, Peter M. Curtiss Aircraft 1907-1947. London: Putnam & Company, 1979. ISBN 0-370-10029-8.

## 外部連結
- Curtis B-2 Condor page of Joe Baugher, part of his Encyclopedia of American Aircraft
- USAF Museum article on B-2
- . Modern Mechanix. October 1927  [2023-12-04]. （原始内容存档于2016-03-12）.